# راؤول أليكساندر
راؤول أليكساندر (22 يناير 1910 بالبرتغال - ) هو لاعب كرة قدم برتغالي في مركز الوسط. شارك مع منتخب البرتغال لكرة القدم. أما مع النوادي، فقد لعب مع نادي فيتوريا سيتوبال وAcadémico F.C. ‏.

## وصلات خارجية
- راؤول أليكساندر على موقع قاعدة بيانات كرة القدم.إي يو (الإنجليزية)
- راؤول أليكساندر على موقع عالم كرة القدم.نت (الإنجليزية)